# Cyclocross-Weltmeisterschaften 1969
Die Cyclocross-Weltmeisterschaften 1969 wurden am 23. Februar in Magstadt bei Stuttgart ausgetragen. Organisiert wurden sie durch den RV Magstadt. Der Parcours war rund um die Sportplätze An den Buchen oberhalb des Orts gesteckt.

## Ergebnisse

### Profis
| Platz | Land        | Sportler          |
| ----- | ----------- | ----------------- |
| 1     | Belgien     | Erik De Vlaeminck |
| 2     | Deutschland | Rolf Wolfshohl    |
| 3     | Italien     | Renato Longo      |

### Amateure
| Platz | Land    | Sportler           |
| ----- | ------- | ------------------ |
| 1     | Belgien | René De Clercq     |
| 2     | Belgien | Roger De Vlaeminck |
| 3     | Belgien | Robert Vermeire    |